# نوک‌آباد (بزمان)
نوک‌آباد یا توحیدآباد روستایی در دهستان بزمان بخش بزمان شهرستان ایرانشهر استان سیستان و بلوچستان ایران است.

## جمعیت
بر پایه سرشماری عمومی نفوس و مسکن در سال ۱۳۹۵ جمعیت این مکان ۹۶ نفر (۲۴خانوار) بوده‌است.